# Carcelia nitidiventris
Carcelia nitidiventris là một loài ruồi trong họ Tachinidae.